# 송재림
송재림(한국 한자: 宋再臨, 1985년 2월 18일 ~ 2024년 11월 12일)은 대한민국의 배우이자 모델이였다.

## 생애

### 성장 과정
- 송재림은 서울특별시 관악구 신림6동(현재의 서울특별시 관악구 삼성동)에서 1남 1녀 중 첫째 인간 남성으로 태어났다.[3][4] 아버지가 수박도 사범으로 체육관을 운영했기에 엄격한 집안 분위기 속에서 어린 시절을 보냈다.[5][6][7] 고교생 시절 2학년 때까지는 이과생이었으나 수학에 대한 어려움으로 인해 3학년 때 문과로 전과해 수능을 본 뒤 교차지원이 가능한 곳을 알아보다가 공과대학에 진학하게 된다.[8]

- 2003년 중앙대학교 안성캠퍼스 정보시스템학과에 입학하여, 전공으로 2학기를 이수했다. (정보시스템학과는 현재 서울캠퍼스. 당시에는 안성캠퍼스)[9] 아버지의 사업 실패로 집안이 어려워지면서 어머니가 가정 어린이집을 운영하게 되자, 스무 살 때부터 독립생활을 하며 와인 바, 호프집, 파티션 공사 등의 아르바이트를 했다.[10] 대학 입학은 공대로 가긴 했으나 이후 동물자원학과에 들어가기 위해 전과 시험을 보기도 했다.[11] 대학교 1학년을 마치고 휴학했다가 군에 입대, 기흉으로 인해 병역은 방위산업체에서 대체근무로 마쳤다.[7]

### 초기 경력
송재림은 내성적이고 자신감이 부족한 성격을 고치기 위해 2009년 연기 학원을 찾아가 등록했고, 3개월 만에 패션모델로 발탁된다. 국내에서 패션모델로 데뷔한 그는 다양한 광고를 통해 대중에 얼굴을 알리면서 연기 활동을 시작했다. 영화 《여배우들》을 시작으로 2010년 SBS 드라마 《대물》, 《시크릿 가든》에서 단역을 맡으며 국내에서 모델 활동과 연기 활동을 병행하던 중 2011년 초 일본 활동을 위해 출국, 짧은 시간 안에 일본 잡지와 모델계에서 이례적으로 큰 관심을 받았다. 일본에서 Jay Song(제이 송)이란 이름으로 활동하면서 유명 잡지 멘즈논노, 멘즈조커, POPEYE, 스트릿잭 등의 메인모델로 발탁되어 활발하게 활동했다. 일본 모델계에서 한국 모델이 주목받는 것은 매우 드문 경우이기 때문에 그의 일본에서의 활동과 행보가 더욱 특별하다는 평을 받았다. 일본 활동을 마치고 귀국한 뒤에는 tvN 《꽃미남 라면가게》에서 주인공인 차치수(정일우)의 친구 정희곤 역을 맡으며 본격적으로 연기 활동에 매진하기 시작한다.
- 이중문과 동기다.

### 배우로서 도약
2012년 MBC 《해를 품은 달》에서 왕 옆을 묵묵히 지키는 과묵한 무사 운(김제운) 역을 연기하며 주목을 받기 시작했다. 극 중 ‘운’ 캐릭터와 이미지가 잘 맞아 떨어져 시청자들의 작품 속 역할 몰입도가 높다는 평을 얻었을 뿐만 아니라 팬들에게 ‘차궐남(차가운 궐의 남자)’이라는 애칭을 선물 받으며 많은 시청자들의 눈길을 사로잡았다. 2013년 드라마 첫 주연을 맡은 MBC QueeN 《네일샵 파리스》, tvN 《환상거탑》에 출연한 그는 같은 해 MBC 《투윅스》에서 주인공을 쫓는 과묵한 킬러 김선생 역으로 분하며 성숙해진 연기력을 선보였다. 이때 그동안 고수해왔던 긴 머리를 짧게 자르며 이미지 변신을 하였다.
2014년 KBS2 《감격시대: 투신의 탄생》에서 단동 지주이자 소림 무술의 달인 모일화 역을 연기했다. 여성스럽다는 시놉시스 설정과 함께 평소 관심 있던 일본 애니메이션 《블리치》의 캐릭터 이치마루 긴을 참고해 자신만의 캐릭터 해석을 덧붙여 모일화를 열연한 그는 독특한 개성으로 ‘신 스틸러’라는 호평을 받았다. tvN 《잉여공주》에서 요리가 전부인 천재 셰프 권시경 역을 연기하며 도도하면서도 엉뚱한 모습으로 이전작들에서는 볼 수 없었던 색다른 면모를 보여주었다. 같은 해 9월 MBC 예능 프로그램 《우리 결혼했어요》를 시작으로 SBS 《일요일이 좋다 - 런닝맨》, tvN 《SNL 코리아》 등 다양한 프로그램을 통해 가식 없는 솔직한 매력을 선보이며 여론의 긍정적인 반응을 이끌어냈다. 특히 MBC 《우리 결혼했어요》에서 배우 김소은과 함께 가상 부부로 출연하며 짓궂지만 자상하고 섬세한 배려를 하는 남편의 모습으로 대중들에게 많은 사랑을 받았다.
2015년 KBS2 《착하지 않은 여자들》에서 검도 사범이자 체육대학원생인 남자 주인공 이루오 역을 마지막 연기하였다. 극 중 여주인공인 정마리(이하나)를 사이에 두고 이복형 이두진(김지석)과 삼각관계를 그려낸 그는 훈훈한 형제애와 사랑을 향한 열정을 동시에 보여줬다는 평이다.

### 사망
2024년 11월 12일 서울특별시 성동구 자택에서 유서를 남기고 숨진 채로 발견되었다.

## 학력
- 광신고등학교
- 중앙대학교 정보시스템학과

## 출연작

### 영화
| 연도 | 작품                     | 역할        | 비고     |
| ---- | ------------------------ | ----------- | -------- |
| 2009 | 《여배우들》             | 포토 보조   | 단역     |
| 2010 | 《그랑프리》             | 이인재      |          |
| 2012 | 《고양이를 돌려줘》      | 동거남      |          |
| 2013 | 《용의자》               | SA2         |          |
| 2014 | 《터널 3D》              | 기철        |          |
| 2015 | 《연어》                 | 해남        |          |
| 2018 | 《너의 결혼식》          | 이윤근      | 특별출연 |
| 2019 | 《미친사랑》             | 리해남      |          |
| 2019 | 《속물들》               | 서진호      |          |
| 2022 | 《야차》                 | 재규        |          |
| 2022 | 《안녕하세요》           | 바리스타 윤 |          |
| 2023 | 《미끼》                 | 송무혁      |          |
| 2025 | 《폭락: 사업 망한 남자》 | 양도현      | 유작     |

### 드라마
| 연도 | 방송사    | 작품                                | 역할             | 비고        |
| ---- | --------- | ----------------------------------- | ---------------- | ----------- |
| 2010 | SBS       | 《대물》                            | 리조트 직원      | 단역        |
| 2011 | SBS       | 《시크릿 가든》                     | 남가수           | 단역        |
| 2011 | tvN       | 《꽃미남 라면가게》                 | 정희곤           | 16부작      |
| 2012 | MBC       | 《해를 품은 달》                    | 김제운           | 20부작      |
| 2013 | MBC QueeN | 《네일샵 파리스》                   | 케이             | 10부작      |
| 2013 | tvN       | 《환상거탑》                        | 박용완           | 8부작       |
| 2013 | MBC       | 《투윅스》                          | 김선생(한진혁)   | 16부작      |
| 2014 | KBS2      | 《감격시대: 투신의 탄생》           | 모일화           | 24부작      |
| 2014 | KBS2      | 《빅맨》                            | 박동팔           | 특별출연    |
| 2014 | DRAMAcube | 《시크릿 러브》                     | 시간여행자       | 5부작       |
| 2014 | tvN       | 《잉여공주》                        | 권시경           | 10부작      |
| 2015 | KBS2      | 《착하지 않은 여자들》              | 이루오           | 24부작      |
| 2015 | TV캐스트  | 《두근두근 스파이크》               | 황재웅           | 웹드라마    |
| 2016 | MBC       | 《굿바이 미스터 블랙》              | 서우진           | 16부작      |
| 2016 | SBS       | 《우리 갑순이》                     | 허갑돌           | 61부작      |
| 2017 | MBC       | 《보그맘》                          | 국정원 직원      | 특별출연    |
| 2018 | SBS       | 《시크릿 마더》                     | 하정완           | 32부작      |
| 2018 | JTBC      | 《일단 뜨겁게 청소하라》            | 최하인/다니엘 최 | 16부작      |
| 2019 | KBS2      | 《너의 노래를 들려줘》              | 남주완           | 32부작      |
| 2019 | tvn       | 《드라마 스테이지 - 빅데이터 연애》 | 김서준           | 1부작       |
| 2022 | KBS2      | 《미남당》                          | 한재정           |             |
| 2023 | TVING     | 《우리가 사랑했던 모든 것》마지막   | 고 박사 역       | 특별출연    |
| 2023 | JTBC      | 《피타는 연애》                     |                  |             |
| 2024 | TVING     | 《우씨왕후》                        | 고패의           | 8부작, 유작 |

## 그 외 활동

### 예능·교양
| 연도 | 방송사    | 프로그램                        | 역할      | 비고                      |
| ---- | --------- | ------------------------------- | --------- | ------------------------- |
| 2009 | O'live    | 《올리브쇼 3》                  | 게스트    |                           |
| 2010 | KBS2      | 《백점만점 - 전국 아이돌 체전》 | 게스트    |                           |
| 2014 | MBC       | 《우리 결혼했어요 시즌 4》      | 고정 출연 | 2014. 9. 20.~2015. 6. 13. |
| 2014 | SBS       | 《일요일이 좋다 - 런닝맨》      | 게스트    |                           |
| 2014 | tvN       | 《SNL 코리아 시즌 5》           | 호스트    | 2014. 11. 8.              |
| 2014 | MBC       | 《휴먼다큐 사람이 좋다》        | 내레이션  |                           |
| 2015 | KBS2      | 《해피투게더 3》                | 게스트    |                           |
| 2015 | JTBC      | 《마녀사냥》                    | 게스트    |                           |
| 2015 | tvN       | 《집밥 백선생》                 | 고정 출연 | 2015. 8. 25.~2016. 1. 19. |
| 2015 | SBS       | 《동상이몽, 괜찮아 괜찮아》     | 게스트    |                           |
| 2015 | KBS2      | 《한래지성》                    | 게스트    |                           |
| 2015 | 아리랑 TV | 《쇼비즈 코리아》               | 게스트    |                           |
| 2019 | JTBC      | 《서핑하우스》                  | 고정 출연 | 2019. 7. 21.~             |
| 2021 | MBC       | 《구해줘 홈즈》                 | 게스트    |                           |
| 2021 | TV조선    | 《미친.사랑.X》                 | 게스트    |                           |
| 2022 | TV조선    | 《미친.사랑.X》                 | 고정 출연 |                           |
| 2022 | tvN       | 《식스센스3》                   | 게스트    |                           |
| 2023 | KBS2      | 《옥탑방의문제아들》            | 게스트    |                           |

### 라디오
| 연도 | 방송사     | 프로그램              | 역할   | 비고         |
| ---- | ---------- | --------------------- | ------ | ------------ |
| 2014 | SBS 파워FM | 《공형진의 씨네타운》 | 게스트 | 2014. 8. 21. |

### 뮤직비디오
- 2009. 메이다니 - 몰라ing
- 2009. 여훈민 - 버스
- 2009. 애프터스쿨 - 너 때문에
- 2010. 투애니원 - Go Away
- 2011. 디헤븐 - 사랑해요
- 2012. 넬 - 그리고 남겨진 것들
- 2013. 라즈베리필드 - 처음 만난 자유
- 2013. 카라 - 둘 중에 하나
- 2013. 보아 - Message
- 2014. 장리인 - 사랑의 독백
- 2015. 신승훈 - I am & I am

### 홍보대사
- 2014 《플랜코리아》 홍보대사

### 기타 내레이션
- 2014. 《러브, 로지》 예고편

### 광고
| 연도 | 기업                   | 브랜드                           | 종류        | 공동 출연                                              |
| ---- | ---------------------- | -------------------------------- | ----------- | ------------------------------------------------------ |
| 2009 | 캐논 코리아            | FULL HD EOS 5000 / DSLR EOS 500D | 카메라      |                                                        |
| 2009 | 모토로라 코리아        | 레이저 룩                        | 휴대폰      |                                                        |
| 2009 | (주)삼성제일모직       | 캐리비안 베이                    | 워터파크    |                                                        |
| 2009 | 엠케이트렌드           | 버커루 진                        | 의류        |                                                        |
| 2010 | 파나소닉 코리아        | 루믹스 G                         | 카메라      |                                                        |
| 2012 | 아니모디자인컴퍼니     | 에이커츠                         | 백팩        |                                                        |
| 2012 | 아모레퍼시픽           | 리리코스                         | 화장품      | 고아라                                                 |
| 2013 | 삼성전자               | 갤럭시 S4 LTE-A                  | 휴대폰      |                                                        |
| 2014 | 아모레퍼시픽           | 라네즈 옴므                      | 화장품      |                                                        |
| 2014 | 스베누                 | 스베누                           | 운동화      | 아이유                                                 |
| 2014 | 더휴컴퍼니             | 어스앤뎀                         | 의류        |                                                        |
| 2014 | KFC                    | 불치킨                           | 치킨        |                                                        |
| 2014 | 디스커버리             | 디스커버리 익스페디션            | 아웃도어    |                                                        |
| 2014 | 삼성화재               | 삼성화재                         | 보험        | 차태현                                                 |
| 2014 | 매일유업               | 매일바이오 플레인                | 요거트      |                                                        |
| 2015 | 킹 디지털 엔터테인먼트 | 캔디 크러쉬 소다                 | 모바일 게임 | 조훈현, 유희열, 양동근, 김소은, 박재범, 라미란, 강수진 |
| 2015 | (주)야놀자             | 야놀자                           | 숙박 앱     |                                                        |
| 2015 | (주)야나두             | 야나두                           | 온라인 강의 | 윤소희                                                 |
| 2016 | 노스페이스             | 노스페이스 화이트라벨            | 스포츠웨어  | 강소라                                                 |

## 수상 및 후보
| 연도 | 시상식           | 부문                                    | 작품                       | 결과 |
| ---- | ---------------- | --------------------------------------- | -------------------------- | ---- |
| 2014 | MBC 방송연예대상 | 남자 신인상                             | 《우리 결혼했어요 시즌 4》 | 수상 |
| 2014 | MBC 방송연예대상 | 베스트 커플상(with 김소은)              | 《우리 결혼했어요 시즌 4》 | 수상 |
| 2015 | KBS 연기대상     | 남자 신인연기상                         | 《착하지 않은 여자들》     | 후보 |
| 2016 | SBS 연기대상     | 장편드라마부문 남자 특별연기상          | 《우리 갑순이》            | 수상 |
| 2018 | SBS 연기대상     | 주말 • 일일드라마부문 남자 최우수연기상 | 《시크릿 마더》            | 후보 |